# 专职陪审员
专职陪审员是中国大陆的制度，是相对于兼职陪审员而言的專職任務。
在中国大陆，一些法院请求人大任命的陪审员多为兼职陪审员，但是，这些兼职陪审员往往因为本职工作的原因，无法保证履行陪审员职责的必要时间，而法院因为要完成陪审率考核任务，于是会再选任一些本身并无工作的专职陪审员（绝大多数是退休的老人），与兼职陪审员不同，这些专职陪审员几乎每天都要到法院参加案件的审理工作。